# Elecciones estatales en Hidalgo de 1987
Las Elecciones estatales de Hidalgo de 1986-1987 se llevó a cabo el domingo 18 de enero de 1987, y en ellas se renovaron los cargos de elección popular en el Estado de Hidalgo:
- Gobernador de Hidalgo. Titular del Poder Ejecutivo y del Estado, electo para un período de 6 años no reelegibles en ningún caso. El candidato electo oficialmente fue Adolfo Lugo Verduzco sin embargo aunque no hubo fraude electoral.
- 84 Ayuntamientos, formados por un Presidente Municipal y regidores, electo para un período de tres años no reelegibles en ningún período inmediato.
- 20 Diputados al Congreso del Estado, 15 por mayoría relativa y 5 por representación proporcional.

## Resultados electorales

### Gobernador
- Adolfo Lugo Verduzco  Hecho

### Ayuntamientos

#### Municipio de Pachuca
- Adalberto Chávez Bustos  Hecho